# العلاقات الإكوادورية الإثيوبية
العلاقات الإكوادورية الإثيوبية هي العلاقات الثنائية التي تجمع بين الإكوادور وإثيوبيا.

## مقارنة بين البلدين
هذه مقارنة عامة ومرجعية للدولتين:
| وجه المقارنة                                              | الإكوادور                      | إثيوبيا                        |
| --------------------------------------------------------- | ------------------------------ | ------------------------------ |
| المساحة (كم2)                                             | 283.56 ألف                     | 1.10 مليون                     |
| عدد السكان (نسمة)                                         | 16.62 مليون                    | 104.96 مليون                   |
| الكثافة السكانية (ن./كم²)                                 | 58.61                          | 95.42                          |
| العاصمة                                                   | كيتو                           | أديس أبابا                     |
| اللغة الرسمية                                             | اللغة الإسبانية، كيشوا ‏، شوار ‏ | اللغة الأمهرية                 |
| العملة                                                    | دولار أمريكي، سوكري إكوادوري   | بير إثيوبي                     |
| الناتج المحلي الإجمالي (بليون دولار)                      | 103.06 مليار                   | 80.56 مليار                    |
| الناتج المحلي الإجمالي (تعادل القوة الشرائية) بليون دولار | 185.24 مليار                   | 161.90 مليار                   |
| الناتج المحلي الإجمالي الاسمي للفرد دولار أمريكي          | 6.21 ألف                       | 619                            |
| الناتج المحلي الإجمالي للفرد دولار أمريكي                 | 11.37 ألف                      | 1.50 ألف                       |
| مؤشر التنمية البشرية                                      | 0.746                          | 0.442                          |
| رمز المكالمات الدولي                                      | +593                           | +251                           |
| رمز الإنترنت                                              | .ec                            | .et                            |
| المنطقة الزمنية                                           | 00                             | ت ع م+03:00، توقيت شرق أفريقيا |

## منظمات دولية مشتركة
يشترك البلدان في عضوية مجموعة من المنظمات الدولية، منها:
| علم المنظمة | اسم المنظمة                                                | تاريخ انضمام الإكوادور | تاريخ انضمام إثيوبيا |
| ----------- | ---------------------------------------------------------- | ---------------------- | -------------------- |
|             | الاتحاد البريدي العالمي                                    | ?                      | ?                    |
|             | مؤسسة التنمية الدولية                                      | 7 نوفمبر 1961          | 11 أبريل 1961        |
|             | منظمة حظر الأسلحة الكيميائية                               | ?                      | ?                    |
|             | الأمم المتحدة                                              | 21 ديسمبر 1945         | 13 نوفمبر 1945       |
|             | وكالة ضمان الاستثمار متعدد الأطراف                         | 12 أبريل 1988          | 13 أغسطس 1991        |
|             | منظمة الشرطة الجنائية الدولية                              | ?                      | ?                    |
|             | مؤسسة التمويل الدولية                                      | 20 يوليو 1956          | 20 يوليو 1956        |
|             | البنك الدولي للإنشاء والتعمير                              | 28 ديسمبر 1945         | 27 ديسمبر 1945       |
|             | الاتحاد الدولي للاتصالات                                   | 17 أبريل 1920          | 20 فبراير 1932       |
|             | العملية المشتركة للاتحاد الأفريقي والأمم المتحدة في دارفور | ?                      | ?                    |
|             | الفريق المعني برصد الأرض                                   | ?                      | ?                    |
|             | يونسكو                                                     | 22 يناير 1947          | 1 يوليو 1955         |

## وصلات خارجية
- موقع وزارة الخارجية الإكوادورية
- موقع وزارة الخارجية الإثيوبية